# Mehmet Yeşil
Mehmet Yeşil (Diyarbakır, 31 maggio 1998) è un calciatore turco, difensore dell'Amed.

## Carriera

### Club
Cresciuto nel settore giovanile del Trabzonspor, debutta in prima squadra il 19 maggio 2016, in occasione dell'incontro di Süper Lig perso per 0-6 contro il Kasımpaşa.
Nel gennaio 2017 viene acquistato dall'İstanbulspor, squadra della terza divisione turca. Dopo aver giocato soltanto tre incontri, di cui uno in campionato e due in coppa, nel gennaio 2019 viene ceduto in prestito all'Ofspor, in quarta divisione, fino al termine della stagione. Rientrato alla base, il 2 giugno 2022 conquista la promozione in Süper Lig, che mancava alla squadra da 17 anni. Il 25 dicembre 2022 realizza la sua prima rete nella massima divisione locale, nell'incontro perso contro il Galatasaray, in cui segna il gol del 2-1.

### Nazionale
Ha giocato nelle nazionali giovanili turche Under-18 ed Under-19.

## Statistiche

### Presenze e reti nei club
Statistiche aggiornate al 4 aprile 2023.
| Stagione            | Squadra             | Campionato          | Campionato | Campionato | Coppe nazionali | Coppe nazionali | Coppe nazionali | Coppe continentali | Coppe continentali | Coppe continentali | Altre coppe | Altre coppe | Altre coppe | Totale | Totale |
| Stagione            | Squadra             | Comp                | Pres       | Reti       | Comp            | Pres            | Reti            | Comp               | Pres               | Reti               | Comp        | Pres        | Reti        | Pres   | Reti   |
| ------------------- | ------------------- | ------------------- | ---------- | ---------- | --------------- | --------------- | --------------- | ------------------ | ------------------ | ------------------ | ----------- | ----------- | ----------- | ------ | ------ |
| 2015-2016           | Trabzonspor         | SL                  | 1          | 0          | CT              | -               | -               | UEL                | -                  | -                  |             | -           | -           | 1      | 0      |
| gen.-giu. 2017      | İstanbulspor        | 2L                  | 0          | 0          | CT              | -               | -               |                    | -                  | -                  |             | -           | -           | 0      | 0      |
| 2017-2018           | İstanbulspor        | 1L                  | 0          | 0          | CT              | 1               | 0               |                    | -                  | -                  |             | -           | -           | 1      | 0      |
| 2018-gen. 2019      | İstanbulspor        | 1L                  | 1          | 0          | CT              | 1               | 1               |                    | -                  | -                  |             | -           | -           | 2      | 1      |
| gen.-giu. 2019      | Ofspor              | 3L                  | 16         | 1          | CT              | -               | -               |                    | -                  | -                  |             | -           | -           | 16     | 1      |
| 2019-2020           | İstanbulspor        | 1L                  | 6          | 0          | CT              | 3               | 1               |                    | -                  | -                  |             | -           | -           | 9      | 1      |
| 2020-2021           | İstanbulspor        | 1L                  | 19+1       | 1+0        | CT              | 2               | 1               |                    | -                  | -                  |             | -           | -           | 22     | 2      |
| 2021-2022           | İstanbulspor        | 1L                  | 22+3       | 1+0        | CT              | 1               | 1               |                    | -                  | -                  |             | -           | -           | 26     | 2      |
| 2022-2023           | İstanbulspor        | SL                  | 25         | 1          | CT              | 2               | 1               |                    | -                  | -                  |             | -           | -           | 27     | 2      |
| Totale İstanbulspor | Totale İstanbulspor | Totale İstanbulspor | 73+4       | 3+0        |                 | 10              | 5               |                    | -                  | -                  |             | -           | -           | 87     | 8      |
| Totale carriera     | Totale carriera     | Totale carriera     | 94         | 4          |                 | 10              | 5               |                    | -                  | -                  |             | -           | -           | 104    | 9      |